# بويونس (إرحمونن)
بويونس هو دُوَّار يقع بجماعة بني جميل، إقليم الحسيمة، جهة طنجة تطوان الحسيمة في المملكة المغربية. ينتمي الدوّار لمشيخة إرحمونن التي تضم 14 دوار. يقدر عدد سكانه بـ 251 نسمة حسب الإحصاء الرسمي للسكان والسكنى لسنة 2004.

## روابط خارجية
- البوابة الوطنية للجماعات الترابية نسخة محفوظة 12 مارس 2018 على موقع واي باك مشين.
- المندوبية السامية للتخطيط